# Комерцијални запис
Комерцијални записи су дужнички вредносни папири које издају предузећа у сврху прибављања краткорочних средстава, ради обезбеђења ликвидности у условима поремећаја у приливима и одливима средстава.
По својим карактеристикама и намени, комерцијални записи су готово идентични са краткорочним обвезницама. Краткорочно финансирање несклада у токовима готовине (енгл. cash-flow) предузећа могу остварити:
- директно (емисијом комерцијалних записа или краткорочних обвезница предузећа)
- индиректно (узимањем кредита од пословних банака).

Рокови на које се те хартије емитују су најчешће 180 дана. Каматне стопе које носе комерцијални записи су на највишем нивоу од свих хартија (код нас и крећу се између 0,5 и 3,50% на месечном нивоу), што директно зависи од кредибилитета и бонитета компаније која их издаје.